# Musa Mogushkov
Moussa Khoj-Akhmatovitch Mogouchkov (en russe : Муса Могушков ; en anglais : Musa Mogushkov), né le 6 février 1988 à Nazran, en Union soviétique, est un judoka russe de la catégorie des moins de 73 kg (poids légers).
Mogushkov a remporté deux médailles de bronze mondiales, en 2011 à Paris, et en 2014 à Tcheliabinsk.

## Palmarès
Championnats du monde
- Médaille de bronze aux Championnats du monde 2018 à Bakou (par équipes).
- Médaille de bronze aux Championnats du monde 2014 à Tcheliabinsk.
- Médaille de bronze aux Championnats du monde 2011 à Paris.

Championnats d'Europe
- Médaille de bronze aux Championnats d'Europe 2021 à Lisbonne.